# أنتوني هاو
أنتوني هاو (بالإنجليزية: Anthony Howe)‏ هو نحات أمريكي، ولد في 1954 في سولت ليك في الولايات المتحدة.